# Cchao Pchi
Cchao Pchi, čínsky 曹丕 (asi 187 – 29. června 226, Luo-jang) byl čínský politik a spisovatel. Byl císařem státu Wej (též Cchao Wej) na severu Číny, v období tří říší. Stát Wej de facto založil jeho otec a ministr Cchao Cchao, byť posledního císaře z celočínské dynastie Východní Chan formálně sesadil z trůnu právě až Cchao Pchi, roku 220, jakkoli delikátně a s poctami (vzal si dokonce dvě dcery posledního císaře). Prohlásil se zakladatelem nové císařské dynastie Wej, ovšem to vedlo k tomu, že dva další lokální vůdci, Liu Pei a Sun Čchűan, s nimiž zápolil už Chaův otec, vyhlásili vlastní nezávislé státy, Šu-chan a Východní Wu, jež se Cchao Pchiovi nepodařilo nikdy dobýt. Dynastie Wej však neměla dlouhého trvání, od moci byla odstavena roku 265 dynastií Ťin, jež dva alternativní čínské státy dobyla a Čínu roku 280 znovu sjednotila. K Cchaovým nejvýznamnějším politickým reformám patřilo zavedení systému devíti hodností a nestranně spravedlivého, který k jeho trůnu dokázal dostat mnoho schopných mužů. Na druhou stranu byla jeho vláda pokládána za krutou a typický byl též značný úbytek obyvatel. Jeho otec ho inspiroval k psaní poezie v novém žánru, jenž založil, a který se nazývá ťien-an. K významným básníkům tohoto stylu patřil i Cchaův mladší bratr Cchao Č'. Nejslavnější Cchaovou básní byla Jen Ke Sing (燕歌行). Většinu veršů patrně napsal před nástupem na trůn. Dochovalo se i zhruba sto jeho článků.